# Ilisie Măieruțiu
Ilisie Măieruțiu (n. 1885, Tohanul Vechi – d. 1973, Zărnești) a fost un deputat în Marea Adunare Națională de la Alba Iulia, organismul legislativ reprezentativ al „tuturor românilor din Transilvania, Banat și Țara Ungurească”, cel care a adoptat hotărârea privind Unirea Transilvaniei cu România, la 1 decembrie 1918.:p. 139

## Biografie
S-a născut în Tohanul Vechi, în 1885. A fost membru al Gărzii Naționale Române din Zărnești. A decedat la Zărnești în 1973.:p. 139

## Activitatea politică

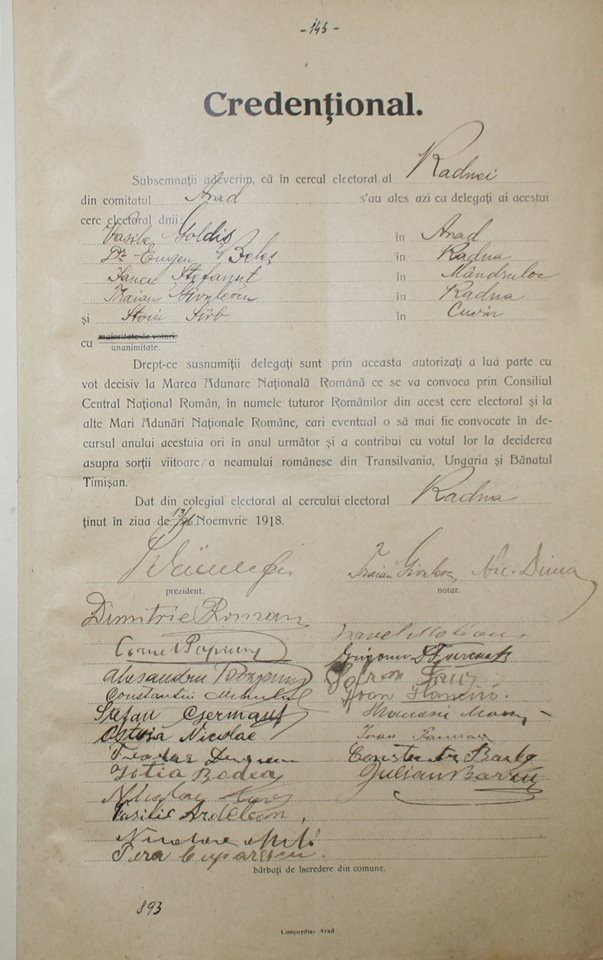
Credențional

A participat la Marea Adunare Națională de la Alba Iulia din 1 decembrie 1918 ca delegat al satului Zărnești.:p. 139